# Sercan Yıldırım
Pour les articles homonymes, voir Yıldırım (homonymie).
Sercan Yıldırım, né le 5 avril 1990 à Bursa (Turquie), est un footballeur international
turc évoluant au poste d'attaquant.
Il a participé à la célèbre émission Survivor une émission turque dans lequel vont s'affronter 2 équipes (rouge et bleu) en faisant des parcours. Malheureusement pour lui il ne remportera pas la finale

## Biographie

### En club
Sercan commence le football dans sa ville natale dans le club de Bursaspor. Il débute le 16 septembre 2007 à l'âge de 17 ans dans le championnat turc contre Büyükşehir, il rentre à la mi-temps à la place de son compatriote Yenal Tuncer. Pour sa première saison dans l'élite turque, Sercan marque 2 buts pour 8 matchs.
Pour sa deuxième saison en 2008-2009, Sercan joue beaucoup plus et devient titulaire sur le front de l'attaque du club, il inscrit 11 buts pour 30 matchs en championnat. L'année suivante, il remporte le titre de Turquie pour la première fois de l'histoire du club de Bursaspor, paradoxalement sa saison est un peu décevante par rapport à l'année précédente, 4 buts en 24 matchs.
Après avoir participé à la Supercoupe de Turquie le 7 août 2010, il découvre l'Europe et la plus prestigieuse des compétitions : la Ligue des champions de l'UEFA. Le 29 septembre 2010, il est titulaire lors de la rencontre contre les Écossais de Glasgow Rangers (0-1). Il marquera le seul but de son équipe lors du match retour contre ces mêmes Écossais (1-1). Malheureusement, pour sa première prestation en C1, Bursaspor est éliminé sans gloire de toutes compétitions européennes.
Le lundi 5 septembre 2011 lors dernier jour du mercato turc, il s'engage avec le Galatasaray SK pour une durée de cinq ans avec le club pour une somme de 3 millions d'euros ainsi que Musa Çağıran qui fait le chemin inverse et signe pour le Bursaspor.

### En sélections nationales
Sercan a fait des apparitions dans toutes les sélections jeunes de l'équipe de Turquie, des moins de 15 ans aux espoirs.
En 2009, Il participe au Championnat d'Europe des moins de 19 ans avec la Turquie des moins 19 ans.
Le 2 juin 2009, il honore pour la première fois la Turquie en sélection A contre l'Azerbaïdjan (2-0) en match amical, il entre à la 63e minute à la place de Tuncay Şanlı.
Il inscrit son premier but sous les couleurs de la Turquie face à l'Estonie (4-2) le 5 septembre 2009.

## Palmarès
| - Bursaspor - Championnat de Turquie - Vainqueur : 2010. - Supercoupe de Turquie - Finaliste : 2010. |

- Galatasaray
  - Championnat de Turquie
    - Vainqueur : 2012.

- Vainqueur de la Coupe de Turquie en 2010 avec Bursaspor
- Vainqueur de la Supercoupe de Turquie en 2010 avec Bursaspor
- Vainqueur du Championnat de Turquie en 2012 avec Galatasaray SK

## Buts internationaux
| #  | Date             | Lieu                                       | Adversaire      | Score | Compétition                        |
| -- | ---------------- | ------------------------------------------ | --------------- | ----- | ---------------------------------- |
| 1. | 5 septembre 2009 | Stade Kadir Has, Kayseri, Turquie          | Estonie         | 4-2   | Qualifications Coupe du monde 2010 |
| 2. | 26 mai 2010      | Veterans Stadium, Philadelphie, États-Unis | Irlande du Nord | 2-0   | Match amical                       |

## Carrière
| Saison      | Club           | Pays               | Championnat        | Coupes nationales | Coupes Continentales  | Sélection Turquie |
| ----------- | -------------- | ------------------ | ------------------ | ----------------- | --------------------- | ----------------- |
| 2007 - 2008 | Bursaspor      | Türkcell Süper Lig | 8 matchs / 2 buts  | 1 match           | -                     | -                 |
| 2008 - 2009 | Bursaspor      | Türkcell Süper Lig | 30 matchs / 1 but  | 5 matchs / 3 buts | -                     | 2 matchs          |
| 2009 - 2010 | Bursaspor      | Türkcell Süper Lig | 24 matchs / 4 buts | 5 matchs / 3 buts | -                     | 5 matchs / 2 buts |
| 2010 - 2011 | Bursaspor      | Türkcell Süper Lig | 21 matchs / 7 buts | 4 matchs          | 5 matchs / 1 but (C1) | 3 matchs          |
| 2011 - 2012 | Galatasaray SK | Türkcell Süper Lig | 19 matchs / 1 but  | 2 matchs / 2 buts | -                     | -                 |
| 2012 - 2013 | Galatasaray SK | Türkcell Süper Lig | 3 matchs / 1 but   | 2 matchs / 1 but  | -                     | -                 |
| 2012 - 2013 | Sivasspor      | Türkcell Süper Lig | 5 matchs           | 3 matchs / 1 but  | -                     | -                 |

Dernière mise à jour le 16 mai 2013